# Bernardo G. Barros
Bernardo G. Barros y Gómez (Guanabacoa, 1890-La Habana, 1922) fue un crítico de arte, periodista y escritor cubano.

## Biografía
Nació el 5 de enero de 1890 en Guanabacoa. Autor de la obra La caricatura contemporánea, estuvo casado con la escritora Raquel Catalá, con quien tuvo como hija a Raquel María Barros Catalá.
Barros, que contribuyó en publicaciones periódicas como El Fígaro, Cuba Contemporánea, Heraldo de Cuba y La Libertad, falleció el 20 de mayo de 1922 en El Vedado y habría sido enterrado presumiblemente en el cementerio de Colón.